# Agence nationale d'équipement et du patrimoine immobilier de la justice
L'Agence nationale d'Equipement et du Patrimoine immobilier de la Justice, en abrégé ANEPIJ, est un établissement public à caractère social sous tutelle du ministère chargé de la justice. A sa tête se trouve Xavier Maxime Sègla Goussanou qui en est l'actuel directeur général,,,.

## Composition, attribution, organisation et fonctionnement
Le décret n°2020-552 DU 18 novembre 2020 définit la création, les attributions, l'organisation et le fonctionnement de l'Agence nationale d'Equipement et du Patrimoine immobilier de la Justice.

## Missions et attributions

### Missions
L'Agence nationale d'Équipement et du Patrimoine immobilier de la Justice est responsable de la mise en œuvre pratique des programmes et projets gouvernementaux destinés aux tribunaux et services extérieurs relevant du ministère chargé de la Justice. Cela comprend la réalisation d'infrastructures, la fourniture d'équipements, ainsi que la gestion de l'approvisionnement nécessaire,.

### Attributions
Dans le cadre de ses fonctions, l'Agence nationale d'Équipement et du Patrimoine immobilier de la Justice est chargée de,,:
- effectuer des études et analyses préliminaires concernant les investissements immobiliers, l'entretien et la gestion du patrimoine immobilier des juridictions;
- concevoir, planifier, programmer et mettre en œuvre des activités liées aux prestations et équipements;
- mener les opérations d'acquisition de biens pour les structures mentionnées dans cet article, ainsi que leur gestion et entretien;
- agir en tant que maître d'ouvrage délégué pour la réalisation des infrastructures au nom du ministère:
- fournir une assistance dans la gestion et la valorisation du patrimoine immobilier;
- participer à la recherche de financements nécessaires pour la réalisation des différents projets;
- gérer et, si nécessaire, céder des biens immobiliers placés sous la responsabilité de la justice;
- collaborer avec l'Agence nationale du Domaine et du Foncier afin de garantir la sécurité du patrimoine qui lui est confié;
- réaliser ou faire réaliser par des entités publiques ou privées des études, recherches, services ou travaux;
- acquérir et exploiter tout droit de propriété intellectuelle dans le cadre de ses activités.

## Organisation et fonctionnement

### Organe délibérant
Le Conseil des Ministres est l'instance décisionnelle de l'Agence nationale d'Équipement et du Patrimoine immobilier de la Justice. Il est responsable de la prise des décisions relevant des attributions de l'Agence.

### Organe d'administration
L'Agence nationale d'Équipement et du Patrimoine immobilier de la Justice est gérée par un Conseil d'administration. Ce Conseil est composé de sept (07) membres, à savoir:
- un (1) représentant de la Présidence de la République;
- un (1) représentant du ministère chargé de la Justice;
- un (1) représentant du ministère chargé des Finances;
- un (1) représentant du ministère chargé de l'Urbanisme;
- un (1) représentant du ministère chargé du Développement;
- un (1) représentant du ministère chargé du Numérique;
- un (1) représentant de l'Agence nationale du Domaine et du Foncier.

Les membres du Conseil d'administration sont désignés par décret, lors d'une réunion du Conseil des Ministres, sur proposition du ministre responsable de la Justice, après leur nomination par les autorités ou entités qu'ils représentent. Leur mandat est d'une durée de trois (03) ans et peut être renouvelé. Le mandat expire à la fin de la session du Conseil d'administration qui examine les comptes du dernier exercice de leur mandat, à moins que de nouveaux membres ne soient nommés à la fin des trois (03) ans. Le représentant du ministère chargé de la Justice préside le Conseil d'administration.

### Organe de gestion
Le Directeur général de l'Agence nationale d'Équipement et du Patrimoine immobilier de la Justice est chargé de la gestion quotidienne et du bon fonctionnement de l'Agence. Il assume la responsabilité de mettre en œuvre, de coordonner et de gérer ses activités et son développement en respectant les orientations approuvées par le Conseil d'administration.

## Siège
L'adresse principale de l'Agence nationale d'Équipement et du Patrimoine immobilier de la Justice est établie à Cotonou.